# Gâltofani
Gâltofani – wieś w Rumunii, w okręgu Vâlcea, w gminie Nicolae Bălcescu. W 2011 roku liczyła 91 
mieszkańców.